# Cape Perpetua

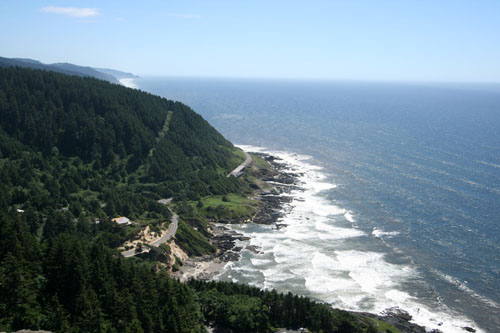
Cape Perpetua.

Cape Perpetua är ett stort skogsmarksområde som vetter mot Stilla havet vid Oregonkusten i Lincoln County, Oregon, USA. 
Från toppen på 240 meters höjd kan man se mer än 100 kilometer av Oregons kust och ut över det marina naturreservatet längs kusten.
Området sköts av United States Forest Service som en del av nationalskogen Siuslaw.